# Objekt 785
Obiekt 785 nebo také Objekt 785 (Объект 785) byl sovětský experimentální hlavní bojový tank vyrobený koncem 70. let 20. století, vylepšená varianta tanku T-80B se sedmi pojezdovými koly.
Tank testoval hladkohlavňový kanon nové generace 2A82 ráže 125 mm, který nesl 50 nábojů, z toho 30 v nabíjecím mechanismu. Testoval také 130mm kanon s drážkovaným vývrtem, vylepšenou variantu kanonu M-65 používaného na tancích jako Objekt 279.